# Slater-Marietta
Slater-Marietta ist ein als Census-designated place (CDP) eingestufter Ort im US-Bundesstaat South Carolina. Der Ort liegt im Greenville County und ist Teil der Metropolregion Upstate.
Das U.S. Census Bureau hat bei der Volkszählung 2020 eine Einwohnerzahl von 2087 ermittelt.

## Geschichte von Marietta
Der 1815 geborene J. Harvey Cleveland investierte in Land im nördlichen Greenville County. Darunter ein 1,2 Mio. m² großes Grundstück entlang des North Saluda River, das er um 1840 von seinem Schwiegervater erwarb. Cleveland baute das einfache Haus auf dem Grundstück aus und machte es zu seinem Familiensitz. Er plante eine Siedlung, die er nach seiner Frau Mary Louisa Williams „Marietta“ nannte.
Trotz der ansonsten günstigen Lage wuchs das Dorf nur langsam, möglicherweise weil der einzige direkte Zugang zum Gebiet über die gefährliche Jones Gap Road führte. Die CK&W-Eisenbahnlinie, die den Spitznamen „Swamp Rabbit“ (deutsch Sumpfkaninchen) erhielt, wurde 1887 an Marietta vorbei verlegt. In den 1920er Jahren wurde der Geer Highway durch das Gebiet gebaut, ein neuer Stausee sorgte für die Wasserversorgung, und Duke Energy lieferte Strom.

## Geschichte von Slater
Im Jahr 1927 kündigte die Familie Slater an, dass sie in der Nähe eine 2800 m² große Mühle und um sie herum ein Slater-Dorf auf einem von Mitgliedern der Familie Cleveland erworbenen Grundstück errichten würde. Die Familie Slater hatten 1790 in Rhode Island die Slater Mill, die erste Textilfabrik Amerikas, gegründet und 1803 das Dorf Slatersville sowie weitere Mühlen in Massachusetts gebaut, bevor sie ihren Betrieb nach South Carolina verlegten. Die neue Slater-Mühle wurde 1928 eröffnet und war sehr erfolgreich.
1934 baute H. Nelson Slater, der Gründer des Werks, die Slater Hall, ein Gemeindezentrum für das Dorf Slater. 1946 verkauften die Slaters ihr Werk an J.P. Stevens & Company, und das Slater-Werk von J.P. Stevens produzierte später das Hauptmaterial für die Raumanzüge, die bei der ersten Mondlandung 1969 verwendet wurden, sowie Komponenten für das Space Shuttle. 2016 besaß JPS Composite Materials das Werk, das hauptsächlich Glasfasern produzierte und verkaufte es an B&W Fiber Glass.

## Geographie
Slater-Marietta liegt im nördlichen Greenville County. Der CDP besteht aus zwei angrenzenden Unincorporated Communities: Slater und Marietta. Jeder Ort hat sein eigenes Postamt und seine eigene Postleitzahl. Der U.S. Highway 276 (Greer Highway) verläuft durch den Ort und führt in südlicher Richtung 24 km zum Zentrum von Greenville und in östlicher Richtung 31 km nach Caesars Head kurz vor der Grenze nach North Carolina.